# Masmodina
 (avril 2025).
Motif : Absence de sources secondaires centrées
- Archive Wikiwix
- Bing
- Cairn
- DuckDuckGo
- E. Universalis
- Gallica
- Google
- G. Books
- G. News
- G. Scholar
- Persée
- Qwant
- (zh) Baidu
- (ru) Yandex
- (wd) trouver des œuvres sur Wikidata

| 1. | Préciser le motif de la pose du bandeau. | Précisez le motif de la pose du bandeau en utilisant la syntaxe suivante : {{admissibilité à vérifier\|date=août 2025\|motif=remplacez ce texte par le motif}}                 |
| 2. | Informer les utilisateurs concernés.     | Pensez à avertir le créateur de l'article, par exemple, en insérant le code ci-dessous sur sa page de discussion : {{subst:avertissement admissibilité à vérifier\|Masmodina}} |

 (avril 2025).
Améliorez-le ou discutez des points à vérifier. 
Le masmodina (littéralement « monnaie des Masmouda ») ou petit dinar almohade est une pièce en or frappée sous l'Empire almohade au Maghreb et dans la péninsule ibérique. Elle était la pièce fractionnaire la plus importante des Almohades.
D'une valeur d'un demi doublon et d'un poids de 2,3 g,, la masmoudina est nommée en référence à la tribu des Masmouda à l'origine des Almohades. Elle circule rapidement dans la majeure partie de la Péninsule.
On note des utilisations hors de la péninsule ibérique, comme lors d'une transaction notée en 1204 dans le Cartulaire de St Victor de Marseille: Et recepimus nomine accapiti a vobis unam Masmodinam auri novam.
La masmoudina, aussi appelée le petit dinar almohade, est le dinar plus souvent frappé par les Almohades.